# ستانلي سكويز

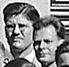
سكويز (على اليسار) في زيورخ 1932

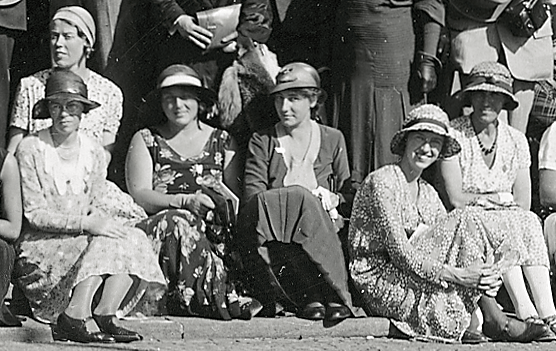
السيدة سكويز (إلى اليسار، في المقدمة) رافقت ستانلي سكويز في ICM، زيورخ 1932.

ستانلي سكويز ( /skjuːz/ ؛ 1899–1988) عالم رياضيات جنوب إفريقي، اشتهر باكتشافه لعدد سيكويز عام 1933. كان أحد تلامذة جون إدينسور ليتلوود في جامعة كامبريدج. ساهمت أعداد سيكويز في صقل نظرية الأعداد الأولية.

## مساره الأكاديمي
حصل على شهادة في الهندسة المدنية من جامعة كيب تاون قبل الهجرة إلى إنجلترا. درس الرياضيات في جامعة كامبريدج وحصل على الدكتوراه في الرياضيات عام 1938. 
اكتشف عدد سيكويز الأول عام 1933. يشار إلى هذا أيضًا بعدد سيكويز ريمان الحقيقي نظرًا لعلاقته بفرضية ريمان فيما يتعلق بنظرية الأعداد الأولية. اكتشف عدد سيكويز الثاني عام 1955. كان هذا العدد قابلاً للتطبيق "applicable" إذا كانت فرضية ريمان خاطئة. منذ اكتشافه الأصلي تم تحسين الأعداد بشكل أكبر.

## حياته الشخصية
ولد ستانلي سكويز في جرميستون بجنوب إفريقيا عام 1899. كان والده هنري (هاري) سكويز، عامل مناجم وتحليل معادن من كوري، كورنوال، إنجلترا ووالدته إميلي مويل "Emily Moyle"، أمريكية المولد. انتقل والديه من ريدروث "Redruth"، كورنوال عام 1894 إلى مستعمرة ترانسفال، بجنوب إفريقيا.
تزوج إينا ألين "Ena Allen". كانت ابنة رئيس الطهاة في كلية الملك، كامبريدج، ومغنية أوبرا موهوبة. كان آلان تورينج من بين معاصريه في كامبريدج. جدفوا معًا في كامبريدج. على الرغم من عودة سكويز لجنوب إفريقيا، إلا أنه زار كامبريدج وكورنوال مرة أخرى. كان أيضًا لاعب رجبي في شبابه.
إسحاق عظيموف ناقش سكويز وأعداده في كتابه عن الأمور الكبرى والصغرى "Of Matters Great and Small"
وذكرت الأعداد في في الطبعة العشرين من كتاب جينيس للأرقام القياسية.
لاتزال مذكرة كتبها سكويز عن تقاعده محفوظة في علبة زجاجية في قسم الرياضيات في جامعة كيب تاون. تتناول المذكرة عدد سكويز وتطوير إضافي له.
توفي عام 1988 في كيب تاون بجنوب إفريقيا.

## مؤلفاته
- Skewes، S. (1933). "On the difference π(x) − Li(x) (I)". Journal of the London Mathematical Society. ج. 8 ع. 4: 277–283. DOI:10.1112/jlms/s1-8.4.277. نسخة محفوظة May 19, 2007, على موقع واي باك مشين.
- Skewes، S. (1955). "On the difference π(x) − Li(x) (II)". Proceedings of the London Mathematical Society. ج. 5 ع. 17: 48–70. DOI:10.1112/plms/s3-5.1.48. نسخة محفوظة May 19, 2007, على موقع واي باك مشين.